# Victoire de Montréal
Victoire de Montréal (anglicky: Montreal Victoire) je kanadský ženský klub ledního hokeje působící v severoamerické PWHL. 

## Historie

### Založení
Dne 29. srpna 2023 bylo oznámeno, že se jedna z prvních šesti organizací nově vzniknuvší PWHL bude nacházet v Montréalu. Dne 1. září byla Danièle Sauvageauová jmenována generální manažerkou týmu. O 12 dní později, 13. září, byla Kori Cheveriová jmenována první hlavní trenérkou týmu.
Prvními třemi hráčkami Montréalu se staly kanadské reprezentantky Marie-Philip Poulinová, Laura Staceyová a Ann-Renée Desbiensová, které podepsaly smlouvy s klubem 5. září 2023.
První hráčkou draftovanou Montréalem byla z celkové 6. pozice vybraná Erin Ambroseová. Mezi Češkami draftovanými Montréalem byly obránkyně Dominika Lásková, vybraná ve 4. kole jako celkově 19., a útočnice Tereza Vanišová, kterou Montréal vybral na celkové 42. pozici.
Do první sezóny vstoupil Montréal, podobně jako zbylých 5 klubů, s neutrálním názvem PWHL Montréal.  

### První sezóna (2024)
Svoje první utkání v PWHL odehrál Montréal 2. ledna 2024 proti Ottawě. Výhru Montréalu sledovalo v ottawské TD Place Areně 8 318 fanoušků, což znamenalo vytvoření nového rekordu v návštěvnosti ženského ligového hokeje. První branku v historii organizace zaznamenala Claire Daltonová, o první výhře v klubové historii pak gólem v prodloužení rozhodla Ann-Sophie Bettezová.
Dne 16. února 2024 odehrál Montréal ve Scotiabank Areně zápas proti PWHL Toronto. Utkání navštívilo 19 285 diváků, což znamenalo překonání absolutního rekordu v návštěvnosti ženského hokeje (dosavadní rekord z utkání Kanada - Finsko na MS žen 2013 činil 18 013 diváků). O dva měsíce později, 20. dubna, Montréal hostil Toronto v Centre Bell, kterou vyprodal a díky tomu vytvořil další nový rekord v návštěvnosti ženského hokeje 21 105.
Dne 18. března Montréal uskutečnil svůj první trade, když vyměnil Terezu Vanišovou za Amandu Boulierovou z Ottawy.
První sezóna Montréalu skončila vyřazením po třech prohrách v prodloužení v semifinále proti Bostonu.

### Druhá sezóna (2024/2025)
Dne 4. září Montréal oznámil, že jeho hlavním domácím stadionem pro ročník 2024/2025 bude lavalské Place Bell. O pět dní později, 9. září 2024, odhalil Montréal svoji novou klubovou identitu. Z původního neutrálního PWHL Montréal se stal Victoire de Montréal.

## Historické názvy
- 2023 – PWHL Montréal
- 2024 – Victoire de Montréal

## Umístění v jednotlivých sezonách

### Přehled ligové účasti

#### Stručný přehled
- 2024–: PWHL

#### Jednotlivé ročníky
| USA / Kanada (2024 –) |      |        |    |    |    |    |   |    |    |    |        |                                         |
| Sezóny                | Liga | Úroveň | Z  | V  | VP | PP | P | VG | OG | B  | Pozice | Play-off                                |
| 2024                  | PWHL | 1      | 24 | 10 | 3  | 5  | 6 | 60 | 57 | 41 | 2.     | Semifinále (prohra 0:3 s PWHL Boston)   |
| 2024/2025             | PWHL | 1      | 30 | 12 | 7  | 3  | 8 | 77 | 67 | 53 | 1.     | Semifinále (prohra 1:3 s Ottawa Charge) |

## Češky ve Victoire de Montréal
| Sezóna    | Hráčky                             |
| 2024      | Dominika Lásková • Tereza Vanišová |
| 2024/2025 | Dominika Lásková                   |